# Логачёв, Николай Алексеевич
Николай Алексеевич Логачёв (7 октября 1929 — 20 декабря 2002) — советский и российский геолог, доктор геолого-минералогических наук (1970). Академик АН СССР (1984). Директор Института земной коры РАН (с 1976). Лауреат Государственной премии СССР в области науки и техники. Член Американского геофизического союза (1986) и Национального географического общества США (1991).
Депутат Совета Союза Верховного Совета СССР 10-11 созывов (1979—1989) от Иркутской области, член Комиссии по промышленности Совета Союза и член комитета парламентской группы Верховного Совета СССР.

## Биография
Родился 7 октября 1929 года в селе Новошипуново Краснощёковского района Алтайского края. Вышел из рабоче-крестьянской среды. Сначала его родители трудились в совхозе на Алтае, а затем переехали в Улан-Удэ, где строили авиационный завод: отец — бригадиром плотников, мать — маляром. Чуть позже старшие Логачёвы получили направление в Братск и уже оттуда перебрались поближе к семье сына.
Закончив в 1947 году с отличием школу в Улан-Удэ, Николая Алексеевич хотел поступить в высшее мореходное училище, чтобы стать капитаном дальнего плавания, но пока длилась проверка «золотого» аттестата, время ушло. Выбрав профессию геолога, в 1952 году окончил Иркутский госуниверситет по специальности «геология».
Трудовую деятельность начал в 1952 году старшим лаборантом Института геологии Восточно-Сибирского филиала Академии наук СССР. Работал младшим научным сотрудником (1954—1959 гг.), старшим научным сотрудником (1959—1973 гг.), заведующим лабораторией (1973—1976 гг.).
В 1976 году был избран директором Института земной коры. Более 20 лет возглавлял институт, который создавался на его глазах и развивался благодаря его усилиям. Институтом земной коры зарегистрировано более 30 авторских изобретений и открытий, в том числе получено восемь дипломов за открытие и исследование новых минералов — один из них называется «земкорит».
С 1977 по 1992 годы председатель президиума Восточно-Сибирского филиала Академии наук. Параллельно с научной работой он многие годы преподавал в Иркутском государственном университете, заведуя кафедрой динамической геологии (1988—1990-е гг.).
Н. А. Логачёв — специалист по геологии кайнозоя областей внегеосинклинальной активизации и древних платформ. Наиболее значимые труды Н. А. Логачёва — по геологии, магматизму и глубинному строению континентальных рифтовых зон, в изучении которых ему принадлежит видная роль. Проведённые им исследования рифтовых структур Прибайкалья, Восточной Африки, Исландии и других зон мира привели к установлению ряда фундаментальных закономерностей материкового рифтогенеза, выявлению стадийности этого процесса, типических черт состава и строения рифтогенных формаций, а также характера отношений между магматизмом и тектоникой на охваченных рифтогенезом участках литосферы материков.
Под редакцией Н. А. Логачёва была издана восьмитомная монография «Геология и сейсмичность зоны БАМ», а также специальный выпуск международного журнала «Тектонофизика», полностью посвящённый результатам комплексного геолого-геофизического изучения Байкальской рифтовой зоны. Подготовил более 20 кандидатов и докторов наук.
Был директором Международного центра активной тектоники и природных катастроф СО РАН, членом Объединённого учёного совета наук о Земле СО РАН, членом научного совета СО РАН по проблемам Байкала, членом Междуведомственного тектонического комитета при ОГГГГН РАН, председателем учёного совета по защитам докторских диссертаций при Институте земной коры СО РАН.
Среди увлечений академика литература и плотницкое дело. Вырастил и воспитал двух детей.

## Награды и звания
- Орден Трудового Красного Знамени (1981)
- Орден Дружбы народов (1986)
- Орден Полярной звезды (Монголия; 1999)
- Медаль «За доблестный труд. В ознаменование 100-летия со дня рождения В. И. Ленина» (1979)
- Медаль «За строительство Байкало-Амурской магистрали» (1984)
- Золотая медаль ВДНХ (1978)
- Медаль Дружба (Монголия, 1983)
- Знак Строитель Братской ГЭС (1968)
- Государственная премия СССР в области науки и техники (1978)
- Премия Совета Министров СССР в области науки (1988)
- Почётный гражданин Иркутска
- Почётный гражданин Иркутской области
- Заслуженный деятель Республики Бурятия